# Ванг-Од
Ванг-Од (произношение: ˈ(h)wɐŋˈ(ʔ)ɔd), Апо Ванг-Од, Мария Огги (англ. Maria Oggay) (род. 17 февраля 1917, Tinglayan, Калинга) — первая и старейшая живущая мамбабаток — мастер нанесения традициционных татуировок «баток» (таг. Batok) филиппинского народа калинга, также старейший в мире татуировщик современности на 2023 год.
В 2023 году Апо Ванг-Од стала самой возрастной фотомоделью, оказвшейся на обложке глянцевого журнала, потеснив с этого титула Джуди Денч.

## Биография
Ванг-Од родилась и живёт в племени бутбут народа калинга в провинции Калинга в семье мамбабаток (таг. mambabatok — мастер традиционных татуировок баток), в деревне Баскалан (англ. Buscalan).
В возрасте 15 лет Ванг-Од начала делать татуировки «баток», искусству традиционных татуировок своего народа её научил отец.
В 2017 году Ванг-Од была номинирована на филиппинскую Национальную премию «Живые сокровища» (англ. National Living Treasures Award).
В 2018 году филиппинская Национальная комиссия по культуре и искусству присудила Ванг-Од премию Честь Хараи (таг. Dangal ng Haraya).
В апреле 2023 года, в возрасте 106 лет, фотография Ванг-Од появилась на обложке филиппинского выпуска журнала Vogue. В этом номере журнала опубликована статья о ней и её ученице Грейс Паликас. Это событие стало мировым рекордом, и Ванг-Од стали называть «самой возрастной моделью на обложке Vogue». До этого самой возрастной моделью считалась британская актриса Джуди Денч, которая появилась на обложке глянцевого журнала в возрасте 85 лет, о чём сделана запись в Книге рекордов Гиннесса.

## Карьера мамбабаток
Ванг-Од стала мамбабаток (мастером татуировок баток) в возрасте 16 лет, научившись этому искусству у своего отца. До неё все мастера этого традиционного ремесла калинга были мужчинами.
Татуировки баток наносятся кустарным способом, традиция этих татуировок существует тысячи лет. В качестве краски используется разведённая в воде сажа (уголь), а татуировку мастера наносят палкой с острым шипом на конце, по которой ударяют бамбуковым молотком. Эскиз татуировки мастер рисует на теле татуируемого вручную.
Традиция баток издавна служит для сообщения соплеменникам о статусе и достижениях носящего эти татуировки человека. Женщины брачного возраста носят рисунки с декоративными мотивами. Мужчин, собирающихся на войну, украшают изображениями многоножек, а вернувшихся с войны — изображениями орлов.
Филиппинские власти считают баток важным элементом филиппинской культуры.
Ванг-Од не имеет детей, поэтому она передала свои знания своей внучатой племяннице Грейс Паликас, которая также стала мамбабаток. К 2016 году мамбабаток Ванг-Од обучила искусству баток свою на тот момент 33-летнюю внучатую племянницу Грейс Паликас (англ. Grace Palicas) и 17-летнюю Элян Уиган (англ. Elyang Wigan).
Ванг-Од прославила свою деревню Баскалан, к ней приезжают люди (туристы) со всего мира, чтобы получить на теле татуировку от знаменитой мастерицы.